# 艾滋病纪念园
艾滋病纪念园（AIDS Memorial Grove National Memorial）位于美国旧金山的金门公园内，献给因获得性免疫缺陷综合症（艾滋病）而死亡的人，得到了艾滋病患者的亲人和照顾者的支持。

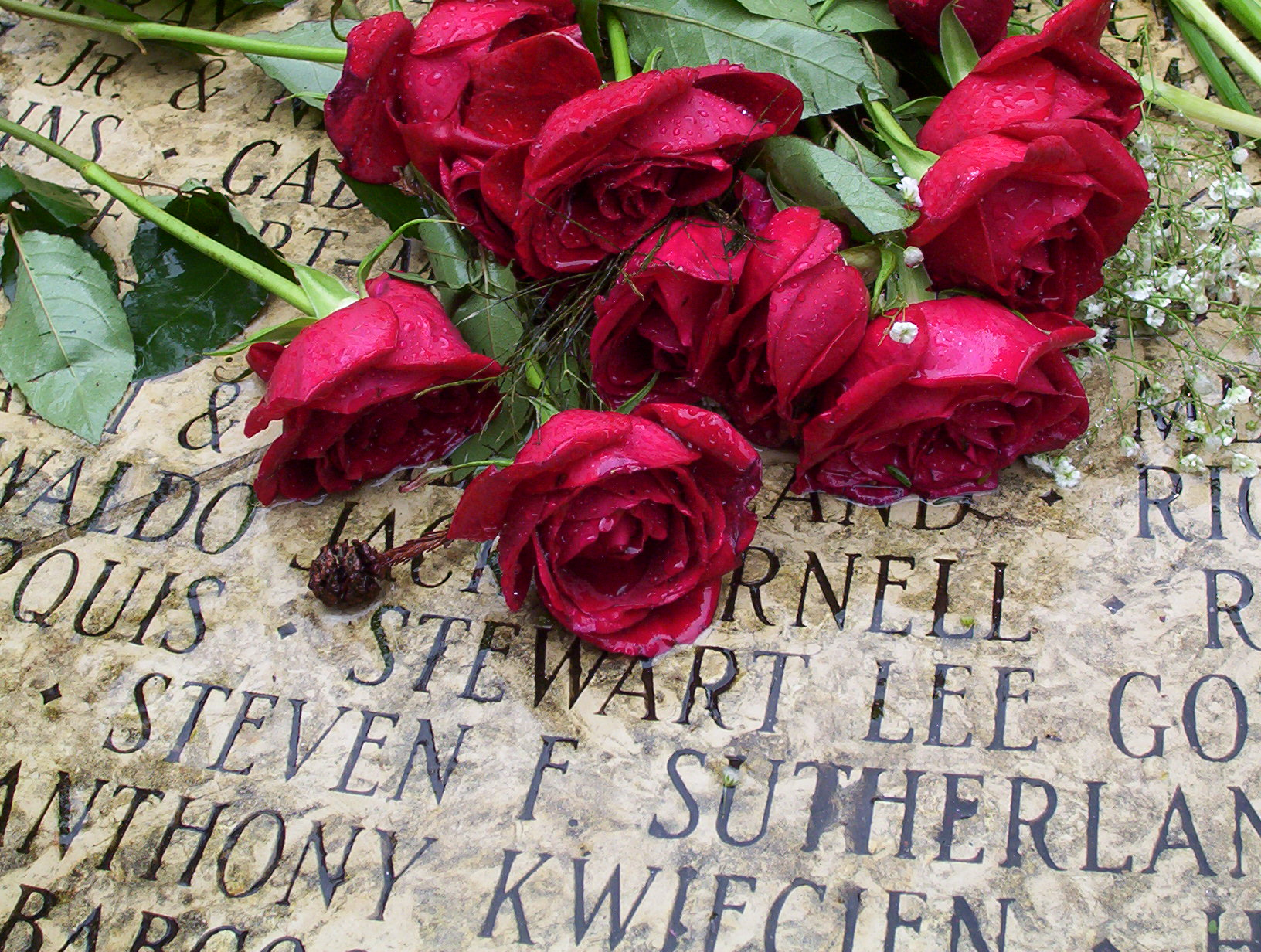
墓碑

1996年，艾滋病纪念园被列为国家纪念建筑（national memorial）。 